# Bribie Island
Bribie Island är en ö i Australien. Den ligger i delstaten Queensland, omkring 58 kilometer norr om delstatshuvudstaden Brisbane. Arean är 97 kvadratkilometer.
I omgivningarna runt Bribie Island växer i huvudsak städsegrön lövskog. Runt Bribie Island är det ganska tätbefolkat, med 120 invånare per kvadratkilometer. Genomsnittlig årsnederbörd är 1 434 millimeter. Den regnigaste månaden är januari, med i genomsnitt 283 mm nederbörd, och den torraste är oktober, med 22 mm nederbörd.